# 多核果属
多核果属（学名：Pyrenocarpa）是桃金娘科下的一个属，为常绿乔木植物。该属共有多核果（P. hainanensis）和圆枝多核果（P. teretis）两种，分布于中国海南岛。
Pyrenocarpa为子楝树属（Decaspermum J.R.Forst. & G.Forst.）的异名。